# Сервій Корнелій Сципіон Сальвідієн Орфіт
Сервій Корнелій Сципіон Сальвідієн Орфіт (лат. Servius Cornelius Scipio Lucius Salvidienus Orfitus; ? — після 164) — державний діяч Римської імперії, консул 149 року.

## Життєпис
Походив з патриціанського роду Корнеліїв, його гілки Сципіонів. Син Сервія Корнелія Сципіона Сальвідієна Орфіта, консула 110 року. Про життя відомо замало. У 149 році став консулом разом з Квінтом Помпеєм Сосієм Пріском. У 163—164 роках як проконсул керував провінцією Африка. Подальша доля невідома.

## Родина
- Сервій Корнелій Сципіон Сальвідієн Орфіт, консул 178 року.